# A Kongó vízgyűjtő területe
A Kongó folyam vízgyűjtő területének a megoszlása az országok között
| Ország                          | Terület (km2) | (%)    |
| ------------------------------- | ------------- | ------ |
| Kongói Demokratikus Köztársaság | 2291600       | 62,15  |
| Közép-afrikai Köztársaság       | 399180        | 10,8   |
| Angola                          | 303610        | 8,2    |
| Kongói Köztársaság              | 246660        | 6,7    |
| Zambia                          | 175360        | 4,8    |
| Tanzánia                        | 165630        | 4,5    |
| Kamerun                         | 84704         | 2,3    |
| Burundi                         | 18728         | 0,51   |
| Gabon                           | 1146          | 0,03   |
| Ruanda                          | 382           | 0,01   |
|                                 | 3687000       | 100,00 |

A Kongó vízgyűjtő területének alakulása néhány vízrajzi állomásnál
| Vízmérce             | Távolság a torkolattól (km) | Vízgyűjtő terület a vízmércéig (km2) |
| -------------------- | --------------------------- | ------------------------------------ |
| Banana               | 0                           | 3687000                              |
| Kinshasa Brazzaville | 498                         | 3617200                              |
| Mossaka              | 898                         | 2490000                              |
| Mbandaka             | 1157                        | 1683800                              |
| Yangambi             | 2133                        | 1069100                              |
| Kisangani            | 2240                        | 974330                               |
| Kindu                | 2705                        | 810440                               |
| Ankoro               | 3455                        | 171000                               |
| Bukama               | 3695                        | 63090                                |

A Kongó vízgyűjtőjének magasság viszonyait az alábbi táblázat foglalja össze:
| Tszf. magasság (m) | Terület (km2) | (%)   |
| ------------------ | ------------- | ----- |
| 0-255              | 7370          | 0,2   |
| 255-340            | 210160        | 5,7   |
| 340-500            | 881190        | 23,9  |
| 500-650            | 777960        | 21,1  |
| 650-730            | 353950        | 9,6   |
| 730-850            | 324460        | 8,8   |
| 850-1030           | 339200        | 9,2   |
| 1030-1200          | 394510        | 10,7  |
| 1200-1350          | 199100        | 5,4   |
| 1350-1530          | 114300        | 3,1   |
| 1530-1720          | 47930         | 1,3   |
| 1720-1920          | 18430         | 0,5   |
| 1920-2400          | 14750         | 0,4   |
| 2400-4340          | 3690          | 0,1   |
| 0-4340             | 3687000       | 100,0 |

1. ↑  A Regional Perspective on Flood Forecasting and Disaster Management Systems for the Congo River, Jan-2016